# Gottenvik
Gottenvik är en vik på Vikbolandet utanför Norrköping i Östergötlands län. I direkt anslutning återfinns Gottenviks säteri med anor från sent 1700-tal. SVT-produktionen Herr von Hancken spelades in i Gottenvik. På orten drevs Gottenviks kopparverk.